# Биресборн
Биресборн (њем. Birresborn) општина је у њемачкој савезној држави Рајна-Палатинат. Једно је од 109 општинских средишта округа Вулканајфел. Према процјени из 2010. у општини је живјело 1.198 становника. Посједује регионалну шифру (AGS) 7233204.

## Географски и демографски подаци
Биресборн се налази у савезној држави Рајна-Палатинат у округу Вулканајфел. Општина се налази на надморској висини од 340 метара. Површина општине износи 20,9 km².

## Становништво
У самом мјесту је, према процјени из 2010. године, живјело 1.198 становника. Просјечна густина становништва износи 57 становника/km².